# Заречное (Алматинская область)
Заречное (каз. Заречное) — упразднённое село в Алматинской области Казахстана. Находилось в подчинении городской администрации Конаев. Являлось административным центром Заречного сельского округа. В 2023 году включено в состав села Жетыген и исключено из учётных данных.
Код КАТО — 191633100.

## Население
В 1999 году население села составляло 2477 человек (1237 мужчин и 1240 женщин). По данным переписи 2009 года в селе проживало 3477 человек (1719 мужчин и 1758 женщин).